# Copa del Rey de baloncesto 2002
La 66.ª edición de la Copa del Rey de baloncesto se disputó en el Fernando Buesa Arena de Vitoria desde el 14 al 17 de marzo de 2002.

## Cuadro de Honor
|  | Cuartos de final   | Cuartos de final |                    |              | Semifinales | Semifinales |  |              | Final       | Final       |  |
|  | 14 y 15 marzo      | 14 y 15 marzo    |                    |              | 16 de marzo | 16 de marzo |  |              | 17 de marzo | 17 de marzo |  |
|  |                    |                  |                    |              |             |             |  |              |             |             |  |
|  |                    |                  |                    |              |             |             |  |              |             |             |  |
|  | TAU Cerámica       | 74               |                    |              |             |             |  |              |             |             |  |
|  | TAU Cerámica       | 74               |                    |              |             |             |  |              |             |             |  |
|  | DKV Joventut       | 72               |                    |              |             |             |  |              |             |             |  |
|  | DKV Joventut       | 72               |                    | TAU Cerámica | 83          |             |  |              |             |             |  |
|  |                    |                  |                    | TAU Cerámica | 83          |             |  |              |             |             |  |
|  |                    |                  | Unicaja            | 72           |             |             |  |              |             |             |  |
|  | Unicaja            | 73               | Unicaja            | 72           |             |             |  |              |             |             |  |
|  | Unicaja            | 73               |                    |              |             |             |  |              |             |             |  |
|  | Pamesa Valencia    | 59               |                    |              |             |             |  |              |             |             |  |
|  | Pamesa Valencia    | 59               |                    |              |             |             |  | TAU Cerámica | 85          |             |  |
|  |                    |                  |                    |              |             |             |  | TAU Cerámica | 85          |             |  |
|  |                    |                  | FC Barcelona       | 83           |             |             |  |              |             |             |  |
|  | FC Barcelona       | 73               | FC Barcelona       | 83           |             |             |  |              |             |             |  |
|  | FC Barcelona       | 73               |                    |              |             |             |  |              |             |             |  |
|  | Caja San Fernando  | 66               |                    |              |             |             |  |              |             |             |  |
|  | Caja San Fernando  | 66               |                    | FC Barcelona | 88          |             |  |              |             |             |  |
|  |                    |                  |                    | FC Barcelona | 88          |             |  |              |             |             |  |
|  |                    |                  | Adecco Estudiantes | 68           |             |             |  |              |             |             |  |
|  | Real Madrid        | 75               | Adecco Estudiantes | 68           |             |             |  |              |             |             |  |
|  | Real Madrid        | 75               |                    |              |             |             |  |              |             |             |  |
|  | Adecco Estudiantes | 78               |                    |              |             |             |  |              |             |             |  |
|  | Adecco Estudiantes | 78               |                    |              |             |             |  |              |             |             |  |
|  |                    |                  |                    |              |             |             |  |              |             |             |  |

## Final
| 17 de febrero | TAU Cerámica                                                 | 85–83                                 | FC Barcelona                                                                     | |  |
| 18:00 GTM+1   | Parciales: 18-16, 20-19, 17-23, 26-19                        | Parciales: 18-16, 20-19, 17-23, 26-19 | Parciales: 18-16, 20-19, 17-23, 26-19                                            | |  |
|               | Estadísticas Tomašević 20 Tomašević 8 Bennett 6 Tomašević 34 | Reporte Pts Reb Asts Val              | Estadísticas Jasikevičius 28 Dueñas 6 Jasikevičius, Karnišovas 4 Jasikevičius 30 | Pabellón: Fernando Buesa Arena, Vitoria Asistencia: 9,350 espectadores Árbitros: Ramos, De La Maza, Guirao |  |

| Campeones de la Copa del Rey 2004 |
| --------------------------------- |
| TAU Cerámica 3.º título           |

## MVP de la Copa
- Dejan Tomašević